# Pointe de Roujol
La pointe de Roujol est un cap de Guadeloupe.

## Géographie

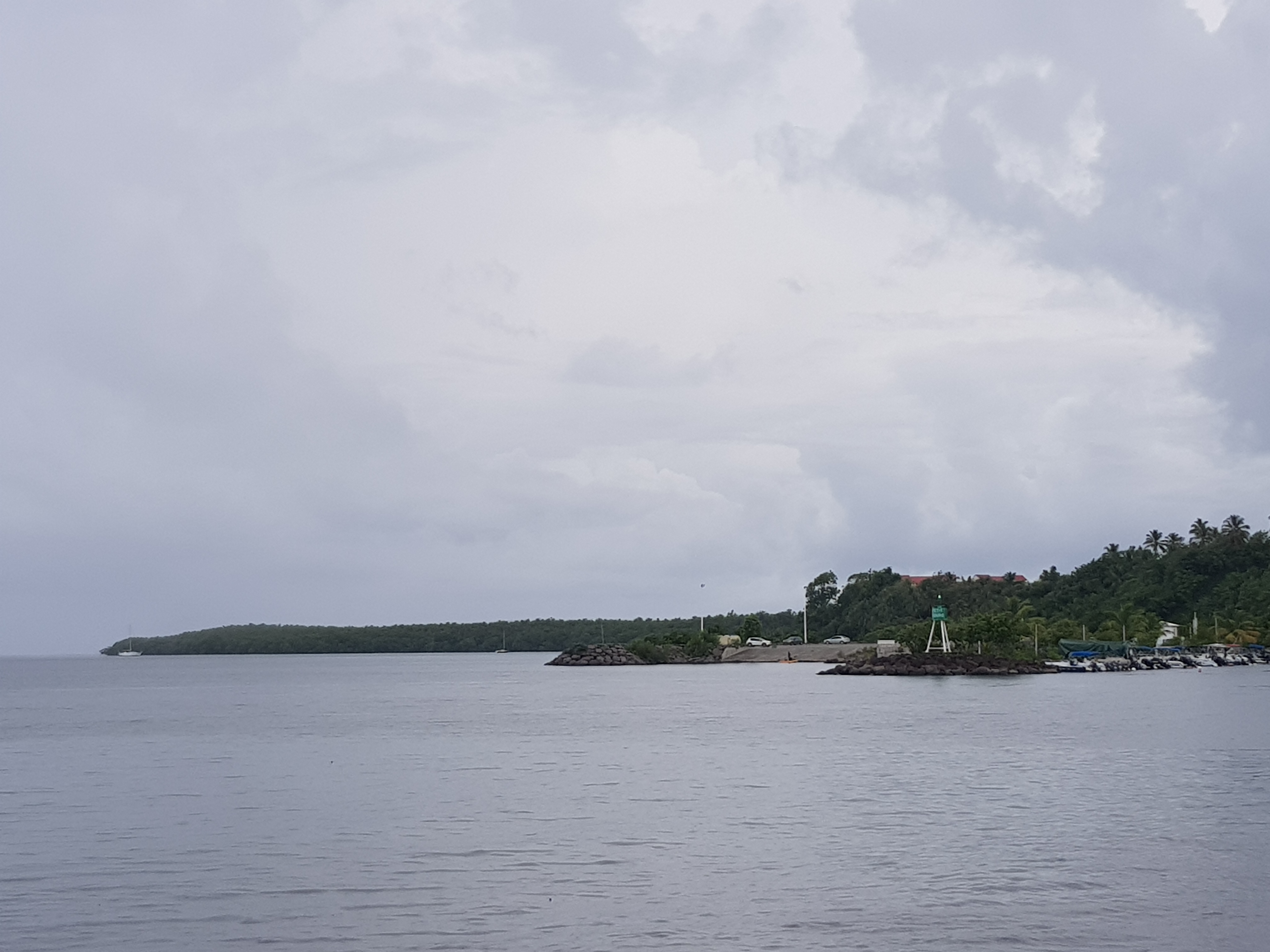
Quai Bovis et pointe de Roujol

Elle se situe face à la pointe à Bacchus à Petit-Bourg et délimite, avec la pointe la Rose au sud, la Plage de Viard.